# Lodi, Lombardia
Lodi là một đô thị và thị xã của Ý. Đô thị này là tỉnh lỵ tỉnh Lodi trong vùng Lombardia. Lodi có diện tích 41 km2, dân số theo ước tính năm 2010 của Viện thống kê quốc gia Ý là 43.488 người. Lodi nằm ở hữu ngạn sông Adda.